# Tricholathys
Tricholathys es un género de arañas araneomorfas de la familia Dictynidae. Se encuentra en Norteamérica y Asia central.

## Lista de especies
Según The World Spider Catalog 12.0:
- Tricholathys cascadea Chamberlin & Gertsch, 1958
- Tricholathys hansi (Schenkel, 1950)
- Tricholathys hirsutipes (Banks, 1921)
- Tricholathys jacinto Chamberlin & Gertsch, 1958
- Tricholathys knulli Gertsch & Mulaik, 1936
- Tricholathys monterea Chamberlin & Gertsch, 1958
- Tricholathys relicta Ovtchinnikov, 2001
- Tricholathys rothi Chamberlin & Gertsch, 1958
- Tricholathys saltona Chamberlin, 1948
- Tricholathys spiralis Chamberlin & Ivie, 1935